# بیری (مجارستان)
بیری (به مجاری:  Biri) یک منطقهٔ مسکونی در مجارستان است که در ناحیه نادی‌کالو واقع شده‌است. بیری ۲۲٫۵۹ کیلومتر مربع مساحت و ۱٬۴۰۷ نفر جمعیت دارد.